# Wodnokanczyl afrykański
Wodnokanczyl afrykański, kanczyl afrykański (Hyemoschus aquaticus) – gatunek ssaka z rodziny kanczylowatych (Tragulidae).

## Występowanie
Zachodnia Afryka od Gwinei do Kamerunu, Republika Środkowoafrykańska, Gabon, Kongo, Demokratyczna Republika Konga.

### Biotop
Lasy z gęstą roślinnością w pobliżu wody.

## Systematyka
Takson po raz pierwszy opisał William Ogilby w 1841 roku pod nazwą Moschus aquaticus. Jako miejsce typowe autor wskazał „Sierra Leone”. Jedyny przedstawiciel rodzaju Hyemoschus – wodnokanczyl, opisanego przez Johna Edwarda Graya w 1845 roku.

### Etymologia
Nazwa rodzajowa: υς us, υος uos – wieprz; rodzaj Moschus Linnaeus, 1758, piżmowiec. Epitet gatunkowy: łac. aquaticus wodny, żyć nad wodą < aqua – woda.

## Charakterystyka
Mały ssak o krępym tułowiu i krótkich kończynach. Sierść jest barwy czerwonobrązowej, z licznymi białymi plamkami na bokach ciała ułożonymi w pasy oraz ciągłymi lub punktowanymi pręgami. Szyja ciemnobrązowa z białymi poprzecznymi pręgami. Głowa o dużych oczach i ciemnym nosie. Górne kły u samców widoczne nawet przy zamkniętym pysku.

### Wymiary ciała
Długość ciała bez ogona75–85 cm
Długość ogona10–15 cm
Wysokość w kłębie35–40 cm
Waga ciała10–15 kg (samice nieco większe i cięższe od samców)

## Tryb życia
Aktywne głównie nocą, dzień spędzają czasami w norach. Są świetnymi pływakami i dobrze nurkują. W razie niebezpieczeństwa uciekają do wody. Kanczyle prowadzą osiadły tryb życia i żyją pojedynczo. Areał osobniczy samic wynosi 13–14 ha, natomiast samców 20–30 ha. W pary łączą się tylko w porze godowej. Samce nie są terytorialne, lecz mimo to są agresywne w stosunku do siebie. Odżywiają się pokarmem roślinnym: trawami, liśćmi, pędami, a także zjadają owady, skorupiaki, ryby, małe ssaki i padlinę. Głos ostrzegawczy kanczyla przypomina szczekanie.

### Rozród
Zachowanie godowe i rozrodcze kanczyli są słabo poznane. Ciąża u samic trwa około 6–9 miesięcy, po czym rodzi się jedno młode. Okres laktacji trwa od 3 do 6 miesięcy.

## Długość życia
Kanczyle afrykańskie żyją około 13 lat.

## Wrogowie
Węże, ptaki drapieżne, lamparty.